# بخش وشمگیر
بخش وشمگیر یکی از بخش‌های شهرستان آق‌قلا در استان گلستان ایران است.
شهر انبارالوم، مرکز بخش وشمگیر می‌باشد.
روستای قرنجیک پور امان، روستای آق دگش، روستای چن سبلی، روستای تازه آباد (بلوچ آباد)، روستای حبیب ایشان، روستای گوگ تپه ۱، روستای محمّدآباد بالا، روستای محمّد آباد پایین، روستای انقلاب، روستای اسلام‌آباد بالا، روستای اسلام‌آباد پایین، روستای امین آباد، شهرک وحدت اسلامی، روستای عباس‌آباد، روستای شیخ‌آباد، روستای یلمه سالیان، روستای گوگ تپه ۲، روستای اتحاد ۱ و ۲، روستای قاسم‌آباد، روستای اتحاد۳، همت‌آباد ،مزرعه کریم جرجانی و منصور جرجانی از توایع بخش وشمگیر می‌باشند.
شرکت سهامی مزرعهٔ نمونه، وابسته به شرکت اتکا در حوزهٔ سرزمینی بخش وشمگیر قرار دارد.
شهروندان بخش وشمگیر، عموماً از اقوام ترکمن، اقوام سیستانی و اقوام بلوچ هستند.
- تقسیمات کشوری
- بخش وشمگیر
  - دهستان مزرعه جنوبی
  - دهستان مزرعه شمالی

شهر: انبار آلوم

## جمعیت
بنابر سرشماری مرکز آمار ایران، جمعیت بخش وشمگیر شهرستان آق‌قلا در سال ۱۳۸۵ برابر با ۲۵۳۳۲ نفر بوده‌است.